# Lenie Dwarshuis
Helena M.C. (Lenie) Dwarshuis-van de Beek is een Nederlands politica. Zij was lid van het college van Gedeputeerde Staten van Zuid-Holland voor de VVD van 2003 tot 2011, met de portefeuilles Water en Internationale betrekkingen.
Dwarshuis was tevens lid van het Europese Comité van de Regio's in Brussel. Zij was voorheen wethouder te Leidschendam-Voorburg.